# Max és Móric
A Max és Móric (Max und Moritz) Wilhelm Busch 1865-ben egy folyóiratban (Münchener Bilderbogen) megjelent és roppant népszerűvé vált rajzsorozata, amit sok nyelven újra és újra kiadtak.
Busch rajztehetségével a világ egyik első képregényét hozta létre. A mű formája verses, rajzos. Hét történetet tartalmaz.
A mesesorozat két szörnyű gyerekről szól, akik rafinált disznóságokat követnek el és azokkal mindenkit rá tudnak szedni. A két csibész a jólnevelt, erkölcsös, szófogadó gyerekek ellenpéldái, nem ismerik az illemet, a viselkedés szabályait, gátlástalanul szertelenek. Felforgatnak mindent maguk körül, áthágnak minden társadalmi konvenciót. „...a megannyi (konzervatív) tiltakozást kiváltó felelőtlen, botrányos, antiszociális és gyermekien kegyetlen kalandok (melyeket csak erősít a narráció felénk kacsintó álszentsége) célpontja a külvilág, mely számukra merő játszótér, az emberek pusztán nagyobb méretű babák, velük arányos babaházzal és hülyeséggel.” – (Barotányi Zoltán).

## Érdekesség
- Lénárd Sándor, a magyar származású, Brazíliába szakadt orvos, író, költő, művelődéstörténész, műfordító, klasszika-filológus latinra fordította Maxus atque Mauritius címmel (akárcsak Milne Micimackóját). Először 1962-ben jelent meg egy francia folyóiratban.[1]

## Magyarul
- Marci és Miska. Két lurkó furfangjai; ford. Cziklay Lajos; fordítói, Bp., 1895
- Marczi és Miska. Két tacskó furfangjai hét csínyben; ford. Rudnyánszky Gyula; Rozsnyai, Bp., 1912
- Vidám képek; ford. Majtényi Erik; Ifjúsági Kiadó, Bukarest, 1961
- Pliss és Plum / Max és Móric; ford. Majtényi Erik; Creanga, Bukarest, 1971
- Max und Moritz. Eine Bubengeschichte in sieben Streichen / Max és Móric. Gézengúz történet hét csínyben; ford. Gyimóthy Gábor; Interculture, Bp., 1995
- Max és Móric; ford. Gyimóthy Gábor; Aranyhal, Bp., 2000
- Marci és Miska. Két tacskó furfangjai hét csínyben, kilencvenhét torzképpel; ford. Rudnyánszky Gyula; Eri, Bp., 2004

## Illusztrációk

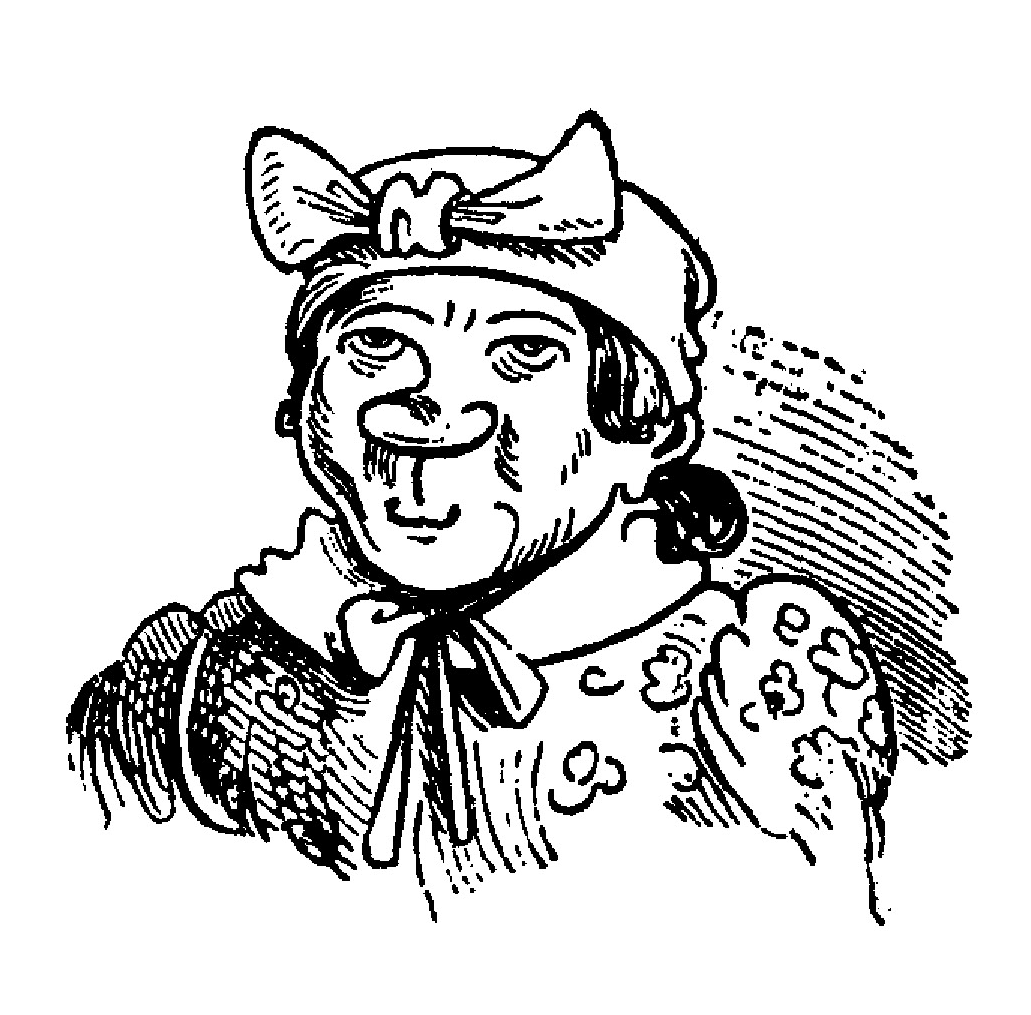
Bolte özvegy
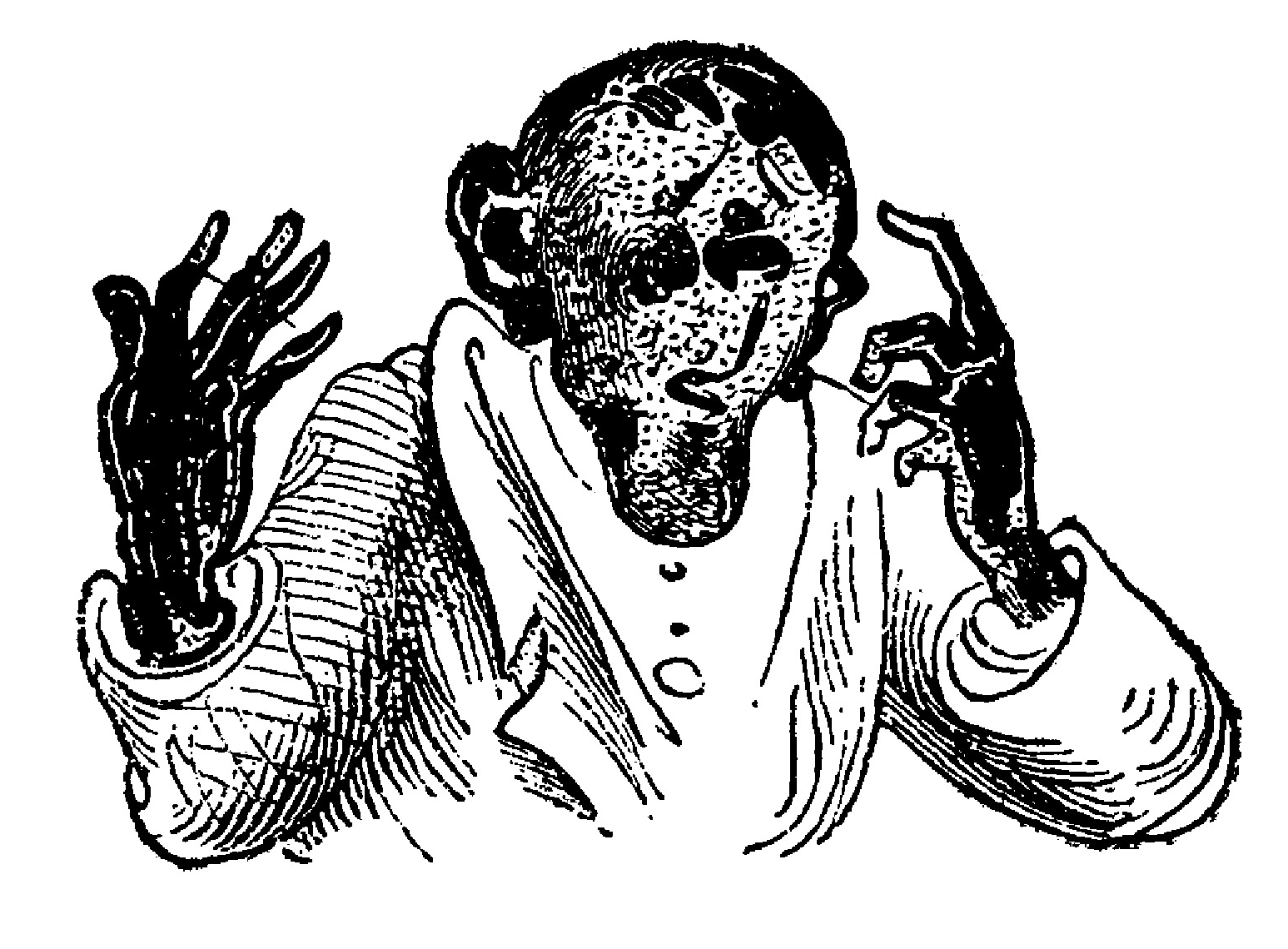
Lämpel tanár
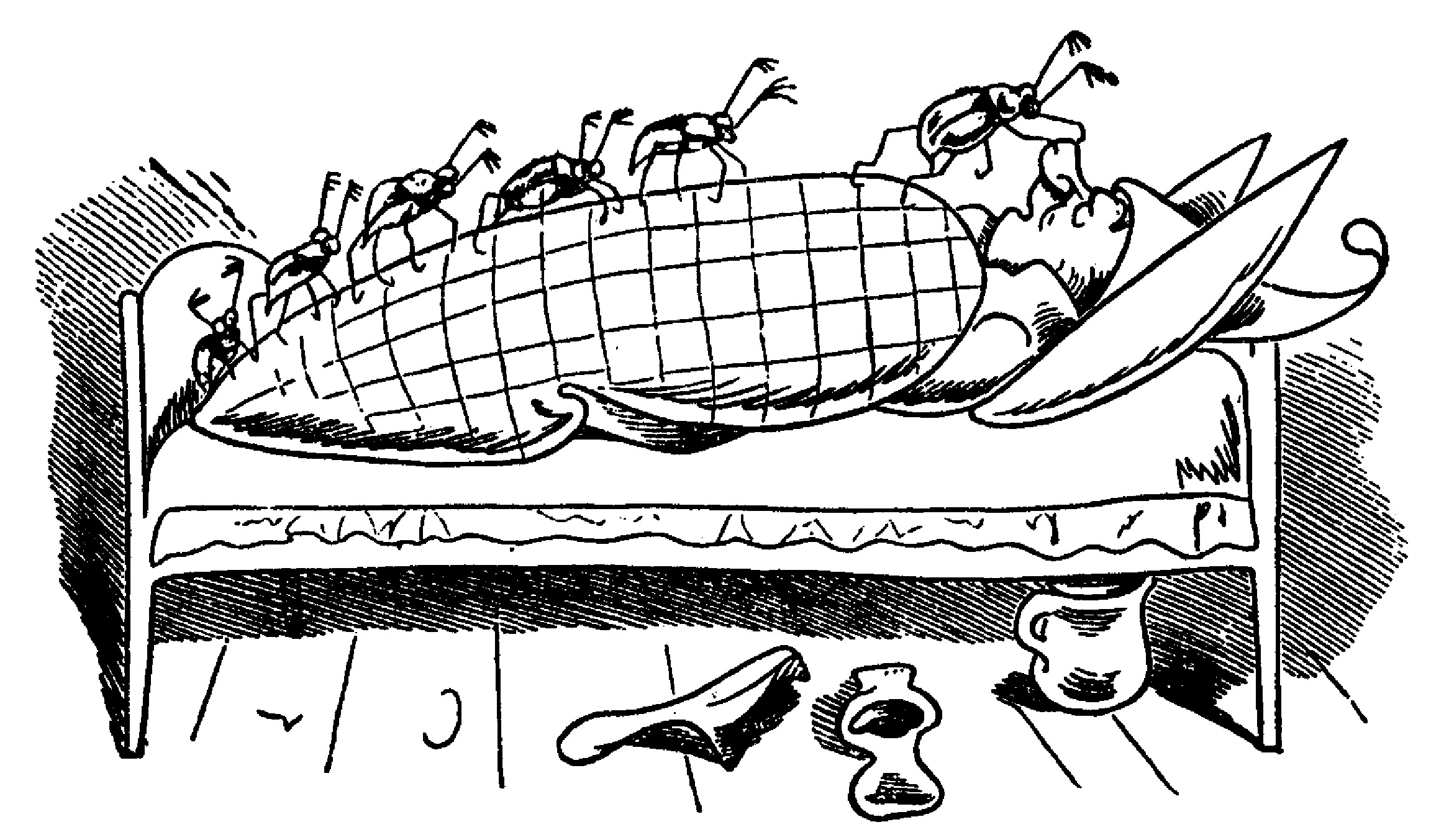
Frigyes bácsi
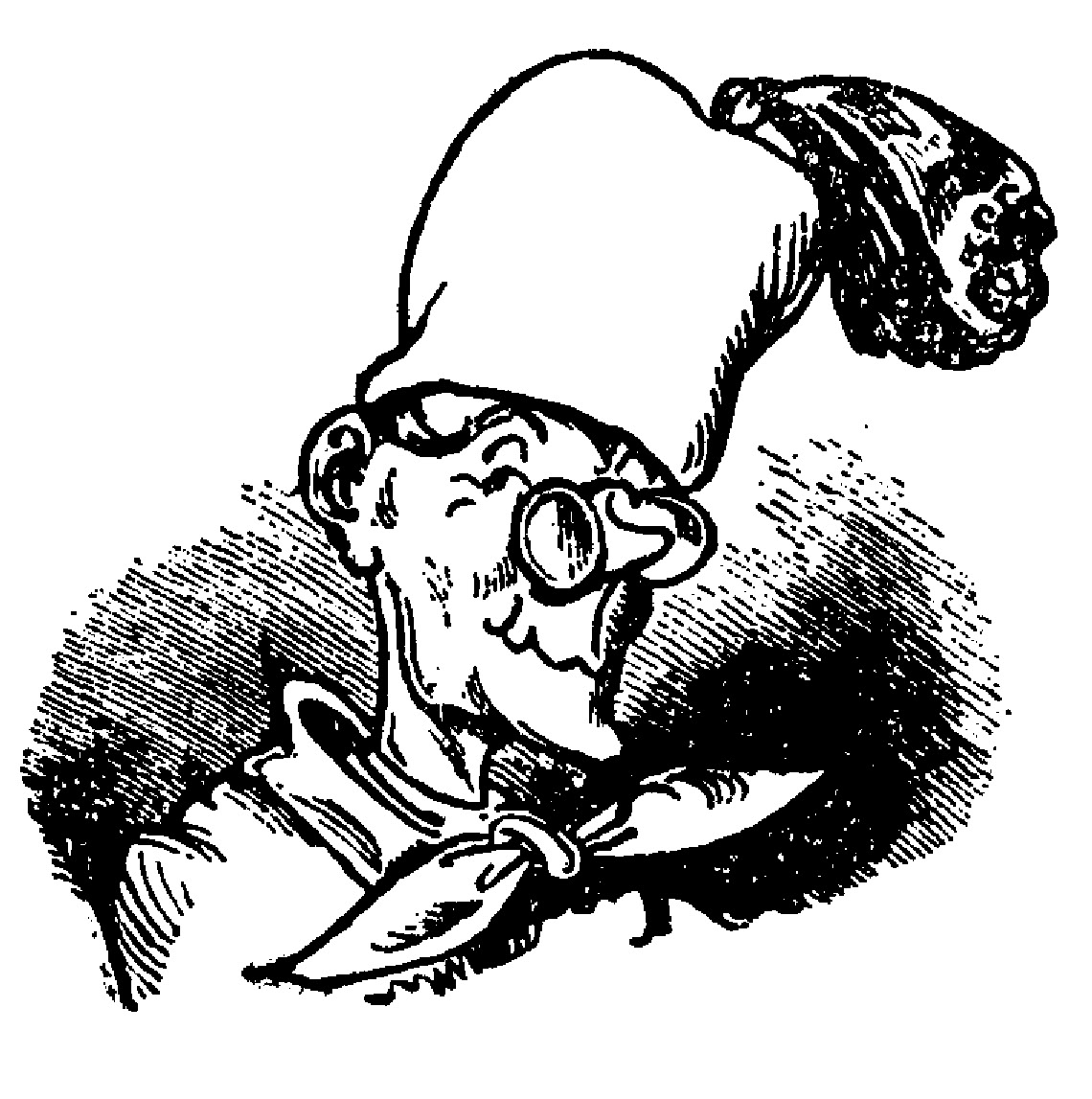
Böck szabó
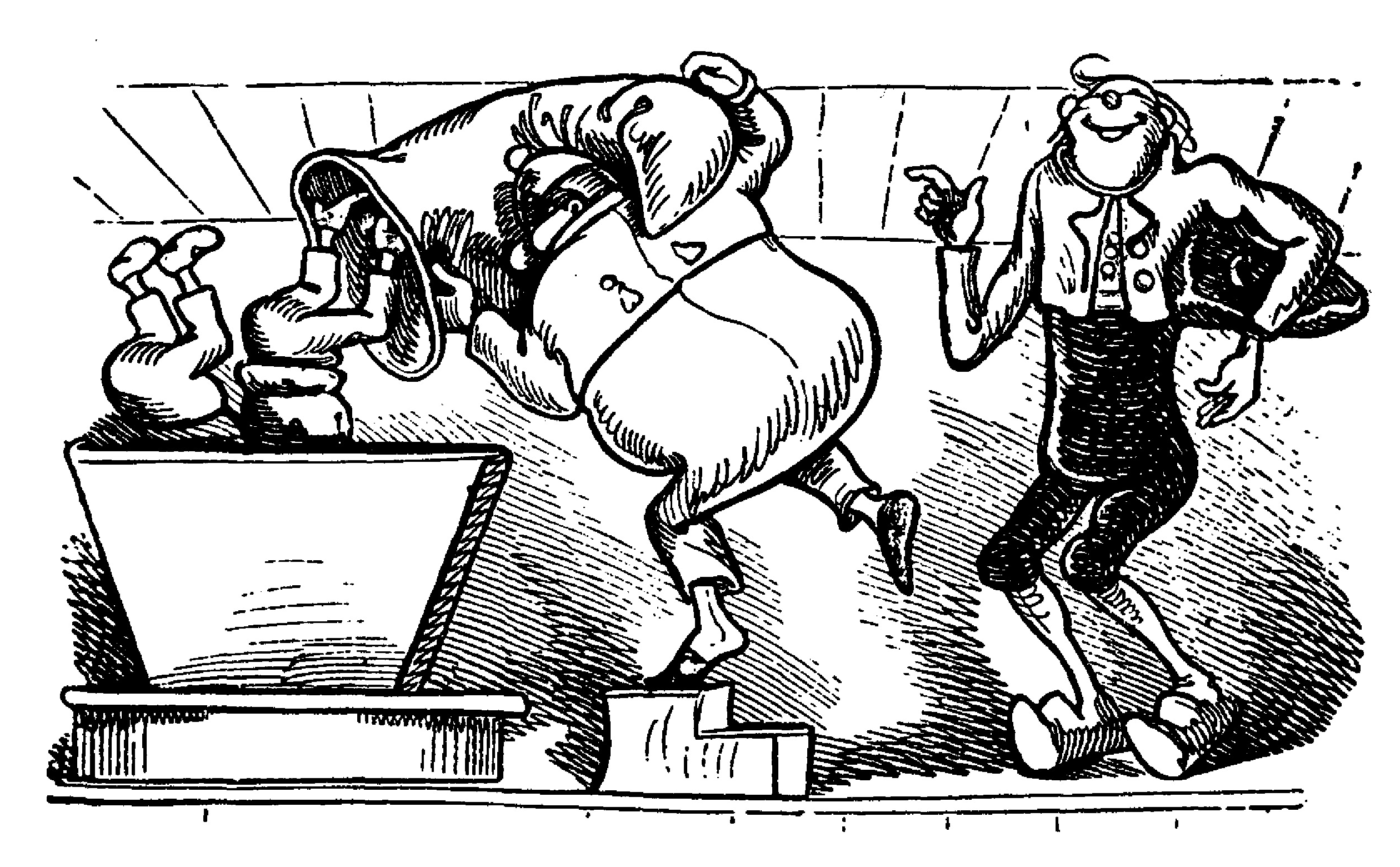
A molnár és Mecke paraszt

## Feldolgozások
1941-ben Ferdinand Diehl rendezésében a Kurz-Animationsfilm vállalt plasztik-animációs rövidfilmet készített a képregényből. A figurák és a történet is hajszálpontosan igazodik az eredeti műhöz és annak illusztrációihoz.

### Egy régi kiadás
- Busch, Wilhelm: Max und Moritz, eine Bubengeschichte in 7 Streichen, 67. Aufl., München: Braun u. Schneider, [1917]